# Игла-1
«Игла-1» (индекс ГРАУ — 9K310, по классификации НАТО — SA-16 Gimlet, с англ. — «буравчик») — советский переносной зенитный ракетный комплекс, разработанный и принятый на вооружение Вооружённых Сил СССР в 1981 году. Для стрельбы по воздушным целям применяются зенитные управляемые ракеты 9М313 и 9М313-1. Стоимость одной ракеты в пусковой трубе заводского изготовления примерно соответствовала стоимости советского серийного легкового автомобиля, в связи с чем, применительно к боевым пускам ракет в зенитно-ракетных подразделениях различных родов войск и служб бытовало шуточное выражение «выстрелить легковушкой в воздух».

## История
Разработка ПЗРК «Игла» началась в 1971 г., однако доводка ряда элементов этого ПЗРК затянулась по времени сверх предусмотренного планом постановки на вооружение, в связи с чем в 1981 г. на вооружение был принят упрощённый вариант комплекса — ПЗРК «Игла-1».

### Испытания
Совместные испытания комплекса «Игла-1» (в составе ракеты в пусковой трубе, пускового механизма с наземным радиолокационным запросчиком и переносного электронного планшета проводились в период с 15 января по 9 июля 1980 г. на Донгузском полигоне (начальник полигона — В. И. Кулешов) под руководством комиссии, которую возглавлял Ю. И. Третьяков.

### Принятие на вооружение
Комплекс был принят на вооружение Постановлением ЦК КПСС и Совета Министров СССР от 11 марта 1981 г.

### Экспорт
Первая официальная презентация «Иглы-1» и «Стрелы-2М» на международном рынке вооружений для зарубежных заказчиков состоялась на международной выставке вооружения и военной техники DSA’90 (Defence Services Asia) в Куала-Лумпуре, Малайзия, 20—23 марта 1990 г.

### Замена
Официальное заявление высшего российского руководства о замене комплексов «Игла-1» более новыми комплексами «Игла» было опубликовано в прессе в середине марта 1993 г.

## Задействованные структуры

### Разработка
В разработке ПЗРК участвовали следующие структуры:
- Разработка комплекса и ракеты — Конструкторское бюро машиностроения Министерства общего машиностроения (КБМ МОМ), Коломна;[7]
- Разработка тепловой головки самонаведения — КБ завода «Арсенал» им. Фрунзе Министерства общего машиностроения (КБАФ МОМ), Ленинград;[8]
- Разработка предохранительно-исполнительного механизма — НИИ «Поиск» Министерства оборонной промышленности, Мурино, Ленинградская обл.;[9]
- Разработка твёрдого ракетного топлива — НПО «Союз» Министерства оборонной промышленности, Дзержинский, Московская обл.[10]

### Производство

#### СССР и Россия
Серийное производство изделий 9K310, боевых и учебных средств комплекса в СССР было налажено на Ковровском оружейном заводе им. В. А. Дегтярёва. Головки самонаведения выпускало Ленинградское оптико-механическое объединение (ЛОМО), твёрдое ракетное топливо производилось Заводом им. Морозова. Планшет оператора (ПЭП) выпускался Ижевским электромеханическим заводом Министерства радиопромышленности (ИЭМЗ МРП), Ижевск, Удмуртская АССР.

#### КНДР
Выпуск лицензионного варианта «Иглы-1» осуществляется на предприятиях северокорейского военно-промышленного комплекса.

#### Болгария
Выпуск лицензионного варианта «Иглы-1» осуществляется на предприятиях болгарского военно-промышленного комплекса.

#### КНР
В ходе гражданской войны в Анголе, китайские военные советники при региональном аппарате движения УНИТА в Заире получили в своё распоряжение экспортные модели комплекса «Игла-1», захваченные повстанцами в боях с частями ФАПЛА, оснащённых указанными средствами ПВО для защиты от налётов южноафриканской авиации. После чего, комплексы были тщательно изучены китайскими учёными и инженерами, производство контрафактной нелицензионной копии под международным экспортным индексом QW-1 (пиньинь сокр. от «Цяньвэй», с кит. — «авангард») было налажено на заводах Северокитайской промышленной корпорации. Продажей комплексов местного производства за рубеж занимается Китайская внешнеторговая корпорация.

#### Польша
Польская модификация «Иглы-1» под названием «Гром» выпускается Скаржискокаменнским машиностроительным заводом компании Mesko S.A. для Войска Польского и на экспорт. Ракеты и комплексы польского производства закупают для своих нужд Грузия, Индонезия, Литва и Япония.

#### Румыния
В Социалистической Республике Румыния лицензионное производство румынской модификации (CA-94M) велось на Куджирском механическом заводе, ракеты к нему выпускались на Плоештинском электромеханическом заводе компании S.C. Electromecanica Ploiești S.A. Для идентификации государственной принадлежности воздушных целей операторами применяются радиолокационные запросчики собственного производства Бакэуского авиационного завода компании Aerostar S.A.. В отличие от запросчиков советской модели, интегрированных в пусковой механизм, румынский вариант поставляется отдельно и переносится стрелком-зенитчиком в заплечном ранце вместе с другими элементами снаряжения.

#### Украина
Центральное конструкторское бюро (ЦКБ) «Арсенал» в Киеве разработало собственный модернизированный вариант ПЗРК «Игла-1» — «Игла-1М» (изделие «336-24»), выпуск которого осуществляется на производственных мощностях завода «Арсенал», там же осуществляется регламентное обслуживание и ремонт комплексов. Производство ГСН для усовершенствованной головной части ОГС УА-424 налажено Научно-производственным комплексом «Прогресс». НПО «Павлоградский химический завод» производит твёрдое ракетное топливо собственной разработки для снаряжения ракетных двигателей.

## Устройство

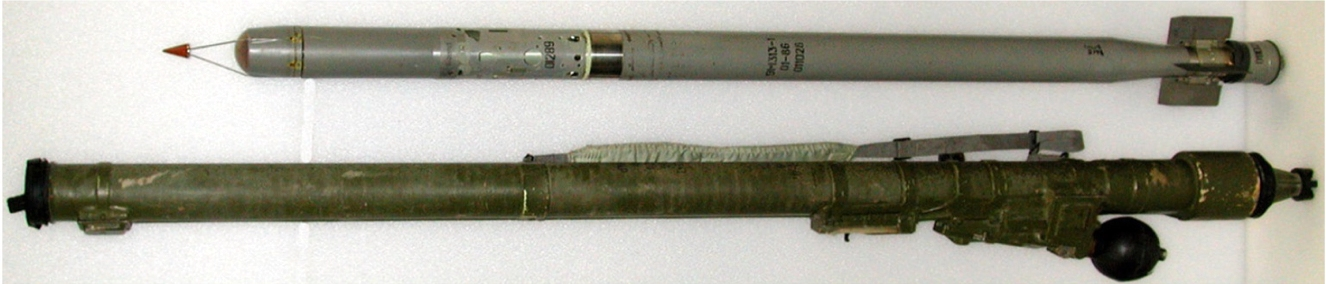
Пусковая труба с пристыкованным источником питания (внизу) и ракета (вверху)

ПЗРК «Игла-1» характеризуется идентичностью ряда узлов и деталей с ПЗРК «Игла», в частности, имеет единые с ней двигатель ракеты и боевую часть, пусковой механизм и наземный источник питания. В ПЗРК «Игла» применена новая оптическая головка самонаведения с логическим блоком селекции.

## Элементы комплекса

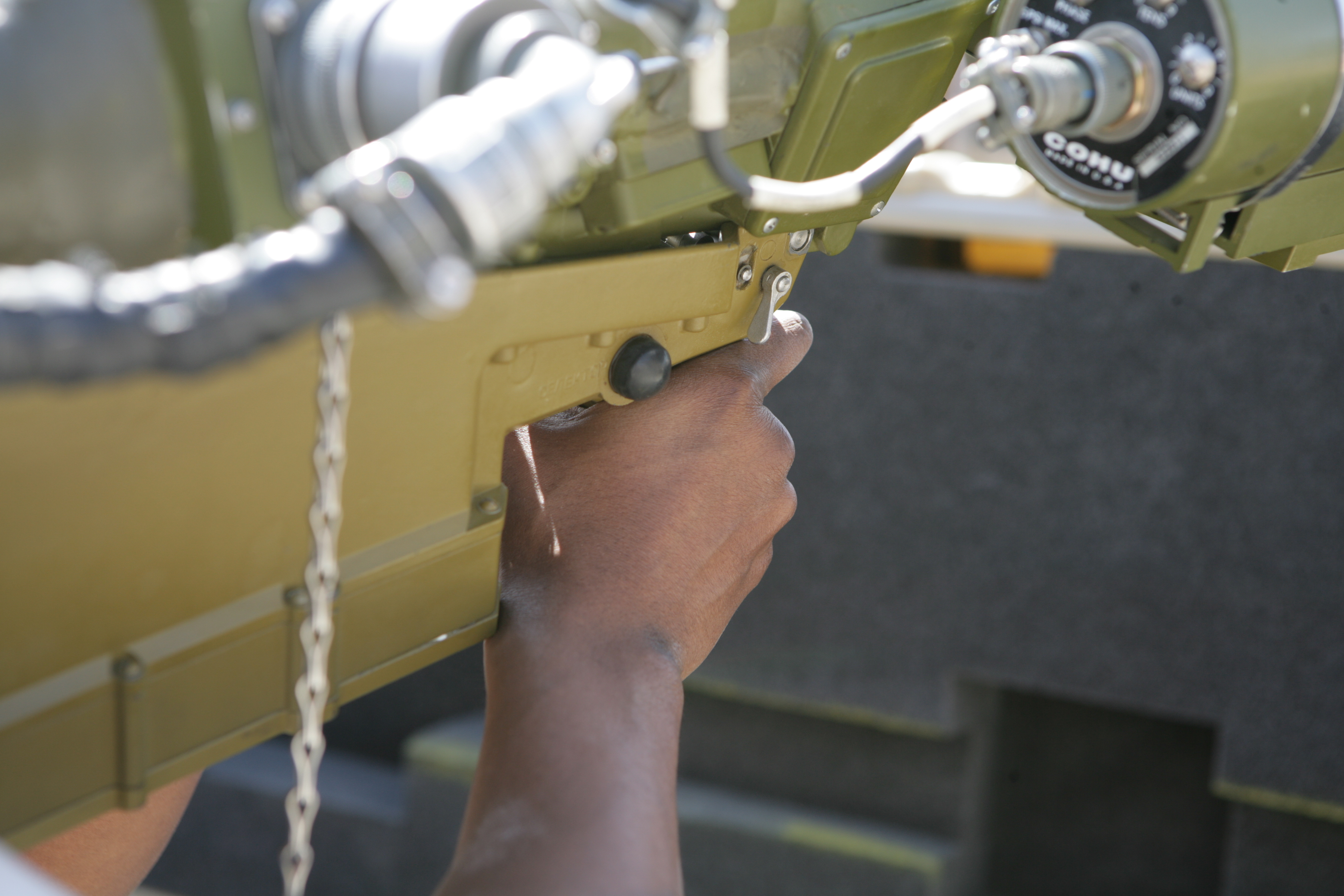
Универсальный пусковой механизм (ПМ) пристыкованный к тренажёру оператора для отработки навыков военнослужащими КМП США, авиабаза «Юма», Аризона

Ниже перечислены боевые и учебные средства комплекса «Игла-1» (в скобках жирным шрифтом приведены литерно-числовые индексы ГРАУ конкретных изделий)

### Боевые средства
- Зенитная управляемая ракета (9М313) в пусковой трубе (9П322)
- Пусковой механизм (9П519)
- Наземный радиолокационный запросчик (1Л14), встроенный в пусковой механизм
- Наземный источник питания
- Переносной электронный планшет (1Л15-1)

### Учебные средства
- Тренажёр оператора
- Устройства сопряжения

## Боевые возможности

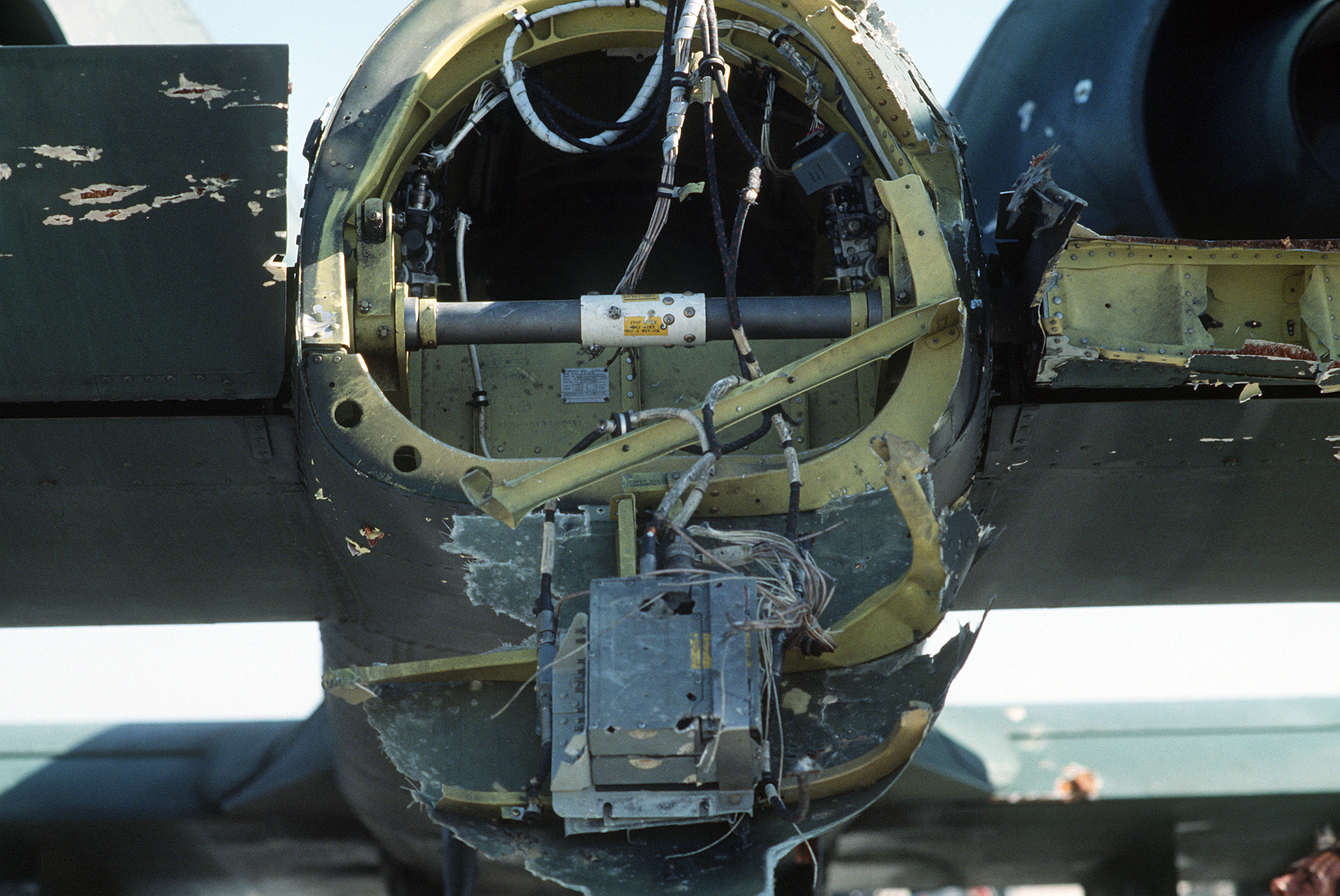
Последствия применения ЗУР 9М313 ПЗРК «Игла-1» видимые в хвостовой части фюзеляжа американского штурмовика A-10A после боевого вылета в ходе войны в Персидском заливе: Повреждения рулей стабилизатора, правый руль разрушен. Следы осколочных поражений на гондоле правого двигателя и правой консоли крыла

В отличие от ПЗРК «Стрела-2», комплекс «Игла-1» может поражать скоростные цели как на догонных, так и на встречных курсах. Работа оператора упрощена благодаря применению встроенной аппаратуры автоматического разворота ракеты в упреждённую точку на начальном участке траектории. Ракета автоматически наводится на наиболее уязвимые агрегаты цели.

## Тактико-технические характеристики
- Вес ракеты в пусковой трубе — 10,8 кг[4]
- Вероятность поражения одной ракетой цели типа «реактивный истребитель»
  - навстречу — 0,59 (59 %) при скорости цели 310 м/с[18]
  - вдогон — 0,44 (44 %) при скорости цели 260 м/с[18]
- Максимальная скорость полёта цели
  - навстречу — 360 м/с[18]
  - вдогон — 320 м/с[18]
- Верхняя граница зоны поражения — 3500 м[18]
- Дальняя граница зоны поражения — 5000 м[4]
- Маршевая скорость полёта ракеты — 570 м/с[4]
- Сектор обзора головки самонаведения — 40°[4]
- Время выхода наземного источника питания на режим (готовности к пуску) — до 5 сек.[4]

## Операторы
Следующие государства эксплуатировали исходный или экспортный варианты «Иглы-1» советского производства в разное время:
- Вооружённые силы Алжира[19]
- Народные вооружённые силы Анголы[20]
- Вооружённые силы НРБ →  Вооружённые силы Болгарии[13]
- Вооружённые силы ВНР →  Вооружённые силы Венгрии[13]
- Вооружённые силы Ирака[20]
- Корейская Народная Армия[13]
- Народно-Освободительная Армия Китая (опытная эксплуатация трофейных образцов)
- Войско Польское[13]
- Вооружённые Силы СССР (не менее 3500 ПЗРК по сост. на 1991)[21]
  -  Вооружённые силы Беларуси
  -  Вооружённые силы Казахстана
  -  Вооружённые силы Молдовы
  -  Вооружённые силы РФ
  -  Вооружённые силы Украины
- Вооружённые силы США (опытная эксплуатация трофейных образцов)
- Вооружённые силы ЧССР
  -  Вооружённые силы Словакии[13]
  -  Вооружённые силы Чехии[13]
- Силы обороны Финляндии[20]